# 经建乡
经建乡是中国黑龙江省哈尔滨市宾县下辖的一个乡，221国道过境。